# موسفت جانبي الانتشار

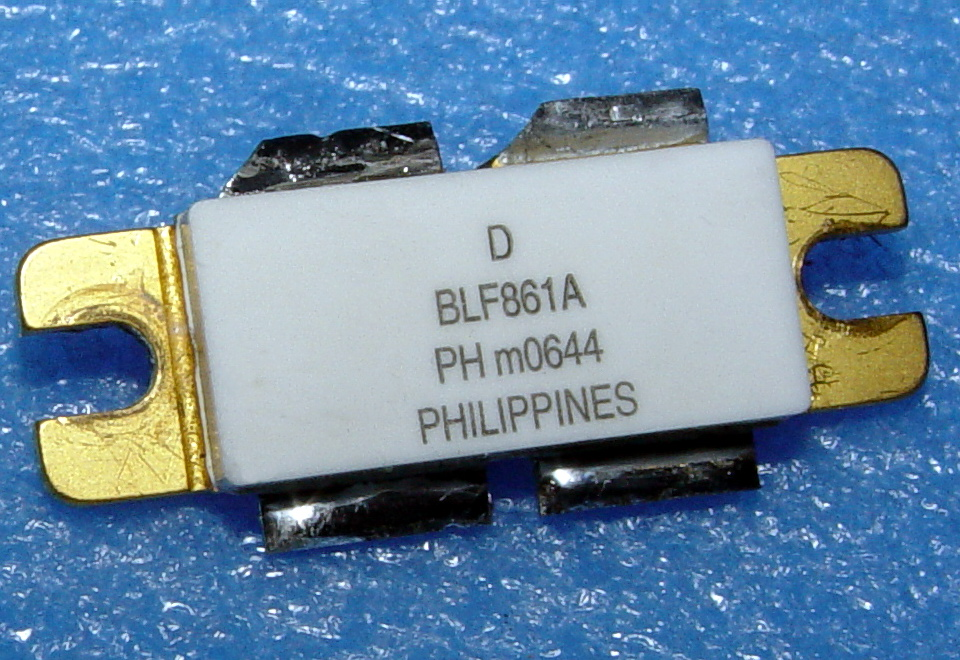
ترانزستور بقوة ١٥٠ واط.

LDMOS (موسفت جانبي الانتشار أو أشباه الموصلات ذات أكسيد الفلز المنتشر جانبياً) عبارة عن موسفت مستو مزدوج الإنتشار (ترانزستور يعتبر تأثير المجال فيه من أكسيد الفلز أشباه الموصلات) المستخدم في مكبرات الصوت، بما في ذلك طاقة الميكروويف مضخمات التردد الراديوي ومضخمات القدرة الصوتية. غالبًا ما يتم تصنيع هذه الترانزستورات على طبقات فوقية من السيليكون p / p +. يتضمن تصنيع أجهزة LDMOS في الغالب غرس أيوني مختلف ودورات تلدين لاحقة. على سبيل المثال، تم تصنيع منطقة الإنجراف لهذه الطاقة موسفت باستخدام ما يصل إلى ثلاثة تسلسلات لزرع الأيونات من أجل تحقيق ملف المنشطات المناسب اللازم لتحمل المجالات الكهربائية العالية.
إن RF LDMOS (LDMOS) القائم على السيليكون هو مضخم طاقة التردد الراديوي الأكثر استخدامًا في شبكات الهاتف المحمول، مما يمكّن غالبية حركة الصوت والبيانات الخلوية في العالم. تُستخدم أجهزة LDMOS على نطاق واسع في مضخمات طاقة التردد اللاسلكي للمحطات القاعدية حيث أن المطلب هو طاقة خرج عالية مع استنزاف مماثل لجهد تفكيك المصدر عادةً أعلى من 60 فولت. بالمقارنة مع الأجهزة الأخرى مثل GaAs FETs، فإنها تُظهر ترددًا أقل لكسب الطاقة.
تشمل الشركات المصنعة لأجهزة LDMOS والمسابك التي تقدم تقنيات LDMOS شركة تايوان لصناعة أشباه الموصلات المحدودة، تاور لأشباه الموصلات، شركة جلوبال فاوندريز الطليعة الدولية لأشباه الموصلات، إس تي ميكروإلكترونكس، إنفنيون، RFMD ،NXP (المؤسسة الدولية لتصنيع أشباه الموصلات).